# Johanna Lüttgeová
Johanna Lüttgeová, později Hübnerová, následně Langerová (10. března 1936 Gebesee – 14. listopadu 2022), byla východoněmecká atletka. Startovala ve vrhu koulí na letních olympijských hrách 1956, 1960 a 1964 a skončila na 11., 2. a 9. místě.
V roce 1964 se provdala za překážkáře Horsta Hübnera a od té doby soutěžila jako Johanna Hübner. Později se rozvedla a provdala se za koulaře  Rudolfa Langera.